# Национальный межконфессиональный совет Южной Африки
Национальный межконфессиональный совет Южной Африки (англ. National Interfaith Council of South Africa, NICSA) — это партнерская межконфессиональная религиозная организация в ЮАР, образованная в результате слияния Национального форума религиозных лидеров (National Religious Leaders Forum, NRLF) и Национального межрелигиозного совета лидеров (National Interfaith Leadership Council, NILC).

## История
«Национальный форум религиозных лидеров» был создан в Южной Африке после апартеида для способствования реформе общества. Когда президент Джейкоб Зума вступил в должность в 2009 году, пастор Рэй Макколи из Библейской церкви Рема (Rhema Bible Church) сформировал новую межконфессиональную организацию под названием «Национальный межконфессиональный совет лидеров». Впоследствии обе организации объединились и образовали Национальный межконфессиональный совет Южной Африки в 2011 году.

## Членство
В состав Совета входят представители религиозных групп Южной Африки, включая основные христианские общины, церкви коренных народов Африки, еврейские, мусульманские, индуистские, пятидесятнические, сайентологические и харизматические христианские группы.

## Руководство
Пастор Рэй Макколи и архиепископ Бути Тлхагале (Buti Tlhagale) из Римско-католической архиепархии Йоханнесбурга были избраны временными сопредседателями организационного комитета Совета чтобы курировать доработку устава и организацию совещательного органа Совета. C 2014 года Советом руководит епископ Дэниел Матебеси (Daniel Matebesi).

## Отношения с государством
13 сентября 2011 года Национальная ассамблея парламента ЮАР приветствовала создание Совета. В особенности образование Совета соответствовало призыву Зумы к религиозному сообществу сотрудничать с правительством Южной Африки «в целях сплочения общества и поддержки благоприятной среды для развития страны».
Руководители церквей критиковали Африканский национальный конгресс (АНК) за то, что он привлек Совет для служения партии в политическом смысле и оттолкнул тех, кто этого не делает. В то же время Совет и другие межконфессиональные организации подвергались критике за публичную поддержку правительства по вопросам, на которые у них нет мандата.

## Деятельность
Совет регулярно встречается с руководством страны. Консультирует правительство ЮАР по общим вопросам, в частности по COVID 19. Проводит межрелигиозные молитвенные собрания и способствует обеспечению связи государственных органов с традиционными общинами регионов.

## См. так же
- Религия в Южной Африке
- Программа по борьбе с расизмом Всемирного совета церквей[19].